# Il vero omaggio
Il vero omaggio (deutsch: „Die wahre Verehrung“ oder „Das wahre Geschenk“) ist ein Libretto zu einem componimento drammatico in einem Akt von Pietro Metastasio. Erstmals aufgeführt wurde es in der Vertonung von Giuseppe Bonno am 12. März 1743 im Schloss Schönbrunn zum Geburtstag des Erzherzogs Joseph.

## Handlung
Dafne arbeitet gedankenversunken an einem Schriftstück. Eurilla kommt in das Zimmer. Als sie Dafne so hingebungsvoll dasitzen sieht, glaubt sie, sie schreibe einen Brief an ihren Liebhaber Tirsi, statt sich um die fällige Gratulation zum Geburtstag des Thronfolgers zu kümmern. Dafne fühlt sich von Eurilla gestört und verweigert das Gespräch. Eurille glaubt daher, man könne mit Verliebten nicht vernünftig reden (Arie „Ragion chi pretende“). Sie empfiehlt Dafne, Tirsi zu vergessen. Dafne ist verwundert über diese Bemerkung. Tatsächlich hatte sie nicht an Tirsi gedacht, sondern an einem Gedicht zum Lob des Erzherzogs Joseph gearbeitet. Sie befand sich im Geiste im Parnass und war deshalb nicht imstande, Eurilla zuzuhören. Das hatte Eurilla nicht erwartet. Sie hatte geglaubt, die unerfahrene Dafne würde davor zurückschrecken, ihre Verse vor den Fürsten zu präsentieren. Dafne sieht dafür keinen Grund. Große Geister verfügten nicht nur über Vernunft („ragion“), sondern auch über Edelmut („grandeza“) und Güte („clemenza“). In ihrer Arie „Al mar va un picciol rio“ vergleicht sie ihre Ambitionen mit einem kleinen Fluss, der keine Angst davor hat, in das Meer zu fließen. Anschließend erklärt sie Eurilla ihr Gedicht, in dem sie die Vereinigung von Maria Theresia und Franz von Lothringen (der Eltern des Erzherzogs Joseph) verherrlichen möchte. Eurilla übernimmt das Bild des Meeres und warnt Dafne vor den Gefahren desselben.
Dafne ist bereit, ihre Ambitionen zurückzunehmen. Sie schlägt vor, auf ein Lob des Kindvaters Franz von Lothringen zu verzichten und lediglich die „kaiserliche Mutter“ („genitrice augusta“) zu feiern. Aber auch das ist problematisch, weil die Kaiserin keine Schmeicheleien mag, selbst wenn sie nur die Wahrheit enthalten. Nun will Dafne ihr Gedicht auf ein Lob der Tugenden des jungen Kronprinzen beschränken. Eurille weist aber darauf hin, dass auch dieser ihre Komplimente ablehnen werde, da er von seiner Mutter gut erzogen sei. Schließlich gibt Dafne zu, durch ihr leichtfertiges Vorhaben verängstigt zu sein („Già tremando il cor mi va“). Sie weiß nicht mehr, wie sie sich verhalten soll. Eurilla jedoch kennt die Antwort: Sie solle ein Herz voll Treue und Verehrung („Un cor ripieno di fedeltà, di riverenza“) darbringen.

## Gestaltung
In den Jahren 1740 bis 1750 schrieb Metastasio nur zwei Opernlibretti (Ipermestra und Antigono) und gar keine Oratorien. Die Serenaten haben zudem meist eine reduzierte Besetzung von nur zwei Rollen, die von Mitgliedern der kaiserlichen Familie im privaten Rahmen dargestellt wurden. Neben finanziellen Einschränkungen nach den zurückliegenden Kriegen dürfte ein wesentlicher Grund dafür auch am geänderten Geschmack des Hofes von Maria Theresia liegen. Ähnliche Tendenzen in Richtung eines intimeren empfindsamen Literaturstils sind zu dieser Zeit europaweit festzustellen, z. B. in Romanen von Samuel Richardson oder Jean-Jacques Rousseau.
In Il vero omaggio entwickelte Metastasio ein acht Jahre zuvor in Le cinesi vorgestelltes Thema weiter. Zwei Nymphen (Dafne und Eurilla) diskutieren über die Gefahren der höfischen Dichtung und darüber, wie sie der kaiserlichen Familie und dem jungen Erzherzog am besten ihre Glückwünsche überbringen können. In einem Brief an seinen Bruder Leopoldo beschrieb Metastasio das Werk als „kleinen Scherz“ („piccolo scherzo“). Gleichzeitig ist es ein subtiles Beispiel der höfischen Dichtkunst, deren Sprache mehr ausdrückt als der Inhalt. Die psychologische Charakterisierung der beiden Nymphen ist von wesentlicher Bedeutung. Die handlungstragende Rolle ist dabei der verantwortungsbewussteren Eurilla zugewiesen. Dadurch, dass eine Nymphe (Dafne) seine Funktion als Autor übernimmt, ist es Metastasio möglich, der kaiserlichen Familie in humoristischen Anspielungen zu huldigen. Die Charaktere wirken lebendiger und realistischer als die Allegorien der vorangegangenen Werke.
In Dafnes Beschreibung ihres Gedichts macht sich Metastasio über die Werke seiner Amtsvorgänger und auch einige seiner eigenen Serenaten wie La contesa de’ numi lustig. Seine Kunst als höfischer Dichter besteht darin, die Lobpreisung akzeptabel zu gestalten. Sie soll nicht wie eine leere Schmeichelei wirken, sondern auf unerwartete Weise die Aufmerksamkeit auf sich ziehen. Obwohl eine Huldigung unmöglich scheint, gelingt es ihm, Franz von Lothringen, Maria Theresia und den Kronprinzen Joseph indirekt zu preisen.

## Vertonungen
Folgende Komponisten vertonten dieses Libretto:
| Komponist                | Uraufführung                                                                 | Aufführungsort | Anmerkungen |
| ------------------------ | ---------------------------------------------------------------------------- | -------------- | --- |
| Giuseppe Bonno           | 12. März 1743, Schloss Schönbrunn („nel Palazzo del Giardino di Schönbrunn“) | Wien           | „componimento drammatico“ zum Geburtstag des Erzherzogs Joseph; möglicherweise in anderer Fassung bereits am 26. Juli 1739 zum Namenstag der Erzherzogin Maria Anna; auch 1754 in Schloss Hof           |
| Johann Wilhelm Hertel    | 8. September 1761                                                            | Neustrelitz    | „Schäferspiel“ zur Hochzeit der Prinzessin Sophie Charlotte mit dem britischen König George III.; auch 1774 im Hochfürstlichen Theater in Schwerin; die Sinfonia erreichte eine unerwartete Popularität |
| Anton, König von Sachsen | 1783                                                                         |                | |

## Aufnahmen und Aufführungen in neuerer Zeit
- Johann Wilhelm Hertel:
  - 19. August 2011: Aufführung in Ludwigsburg.[11]

## Digitalisate
1. ↑  Pietro Metastasio: Opere del signor abate Pietro Metastasio, Tomo Secondo, Hérissant, Paris 1780 als Digitalisat bei Google Books.
2. ↑  Libretto (italienisch) der Serenata von Giuseppe Bonno, Wien 1754 als Digitalisat beim Münchener Digitalisierungszentrum.